# Paul Abel Mamba Diatta
Paul Abel Mamba Diatta (* 5. Dezember 1960 in Cabrousse) ist ein senegalesischer Geistlicher und römisch-katholischer Bischof von Tambacounda.

## Leben
Paul Abel Mamba Diatta empfing am 8. April 1988 die Priesterweihe für das Bistum Ziguinchor.
Papst Benedikt XVI. ernannte ihn am 21. Juli 2010 zum Apostolischen Administrator von Ziguinchor und am 25. Januar 2012 zum Bischof von Ziguinchor. Die Bischofsweihe spendete ihm der Erzbischof von Dakar, Théodore-Adrien Kardinal Sarr, am 21. April 2012; Mitkonsekratoren waren Jean-Noël Diouf, Bischof von Tambacounda, und Jean-Pierre Bassène, Bischof von Kolda.
Papst Franziskus ernannte ihn am 4. November 2021 zum Bischof von Tambacounda. Die Amtseinführung fand am 6. Februar des folgenden Jahres statt.